# Ninh Sơn, Ninh Hòa
Ninh Sơn là một xã thuộc thị xã Ninh Hòa, tỉnh Khánh Hòa, Việt Nam.
Xã Ninh Sơn có diện tích 171,75 km², dân số năm 1999 là 6.267 người, mật độ dân số đạt 36 người/km².